# Hans Christian Herlak
Hans Christian Jensen Herlak (4. august 1881 i Jelling – 29. januar 1970 i Gentofte) var en dansk skoleinspektør og hockeyspiller.

## Liv og karriere
Hans Christian Herlak blev født Hans Christian Jensen, hans forældre var husmand Jens Peter Jensen og Marie Hansen Kjær fra Jelling. I 1910 fik han lavet en navneændring således at han fik Herlak som efternavn, Jensen blev i stedet en del af hans mellemnavne.
Hans Christian Herlak spillede for Københavns Hockeyklub. Som hockeyspiller vandt han en olympisk sølvmedalje i hockey under OL 1920 i Antwerpen. Han var med på det danske hold som endte på andenpladsen i hockeyturneringen efter Storbritannien.
Hans Christian Herlak var fra 1940 til 1951 Skovshoved Skoles skoleinspektør.